# Епархия Сорсогона

Провинция Сорсогон (выделено красным)

Епархия Сорсогона (лат. Dioecesis Sorsogonensis) — епархия Римско-Католической церкви с центром в городе Сорсогон, Филиппины. Епархия Сорсогона распространяет свою юрисдикцию на провинцию Сорсогон. Епархия Сорсогона входит в митрополию Касереса. Кафедральным собором епархии Сорсогона является церковь святых апостолов Петра и Павла

## История
29 июня 1951 года Римский папа Пий XII выпустил буллу Quo in Philippina Republica, которой учредил епархию Сорсогона, выделив её из apxиепархий Касереса.
23 марта 1968 года епархия Сорсогона передала часть своей территории для возведения новой епархии Масбате.

## Ординарии епархии
- епископ Teopisto Valderrama Alberto (1952—1959);
- епископ Arnulfo Arcilla (1959—1979);
- епископ Jesus Varela (1980—2003);
- епископ Arturo Mandin Bastes (2003—2019);
- епископ Jose Alan Dialogo (2019 — по настоящее время).

## Источник
- Annuario Pontificio, Libreria Editrice Vaticana, Città del Vaticano, 2003, ISBN 88-209-7422-3
- Булла Quo in Philippina Republica, AAS 44 (1952), стр. 163  (лат.)